# Marin Karmitz
Marin Karmitz, nascido em 7 de outubro de 1938 em Bucareste, Romênia é um distribuidor e produtor cinematografico além de diretor de cinema. Marin é fundador da empresa MK2, especializada no cinema independente, dito «de autor».
Sua fortuna é estimada em 40 milhões de euros..